# Homoneura nivalis
Homoneura nivalis är en tvåvingeart som beskrevs av Mitsuhiro Sasakawa 1991. Homoneura nivalis ingår i släktet Homoneura och familjen lövflugor. Inga underarter finns listade i Catalogue of Life.